# 데이비드 루디샤
데이비드 레쿠타 루디샤(David Lekuta Rudisha, 1988년 12월 17일 ~ )는 케냐의 중거리 달리기 선수이며 800m 세계 기록 보유자이다. 별명은 "중거리 달리기의 우사인 볼트"이다.

## 어린 시절
나록 군의 킬고리스에서 태어난 루디샤는 전 800m 세계 기록 보유자 윌슨 킵케테르를 포함한 몇몇의 톱 육상 선수들을 배출한 케이요 구역 이텐에 있는 키무론 세컨더리 학교를 다녔다. 2005년 4월 재퍼스 키무타이는 루디샤를 제임스 템플턴에게 추천하였고, 템플턴의 코치를 받은 키무타이와 버나드 라가트 같은 선수들에게 가입되었다. 처음에 400m 선수였던 루디샤는 그의 아일랜드인 코치 콤 오코넬에 의하여 800m로 시도하는 데 발탁되었다. 2006년 세계 주니어 선수권 대회에서 그 종목을 우승하였다.

## 경력
루디샤는 2009년 세계 육상 선수권 대회에 나가 800m 준결승전에 도달하였다. 그해 9월에는 이탈리아 리에티에서 열린 IAAF 그랑프리에서 아프리카 신기록 1분 42.01초를 세워 동료 선수 새미 코스케이의 25년 기록 1분 42.28초를 깨고 우승하였다.
2010년 IAAF 다이아먼드 리그에서 1분 42.04초와 함께 서배스천 코의 31년 기록을 깼다. 7월 10일에는 벨기에 후스덴에서 열린 KBC 육상의 밤에서 800m를 1분 41.51초와 함께 달렸으며, 이 개인 신기록은 그를 스포츠 사상 세계에서 800m를 위한 2위에 앉혔다. 8월 22일에는 윌슨 킵케테르의 800m 세계 기록을 깼고, 2주 후에 리에티 다이아먼드 리그 대회에서 1분 41.01초로 낮추면서 다시 기록을 깼다.
11월에는 21세의 나이로 IAAF "올해의 세계 육상 선수" 상을 수상하는 데 연소자 선수가 되었다. 또한 "올해의 케냐의 스포츠맨" 상을 수상하기도 하였다. 뉴욕의 이칸 경기장에서 열린 2012년 아디다스 그랑프리에서 1분 41.74초와 함께 미국 모든 성장주 기록을 세웠다. 세계에서 가장 빠른 기록 1분 42.12초와 함께 케냐 선발 시합들에서 우승하여 케냐 올림픽 팀에 선발되는 데 확정되었다.
2012년 런던 올림픽에서 세계 신기록 1분 40.91초와 함께 기록을 깼다. 4년 후, 리우데자네이루에서 1분 42.15초로 달려 2연승에 성공하였다.